# Kami (Kōchi)
Kami (jap. 香美市 Kami-shi) ist eine Stadt in der Präfektur Kōchi in Japan.

## Geographie
Kami liegt nordöstlich von Kōchi.

## Geschichte
Kami wurde am 1. März 2006 aus der Vereinigung der Gemeinden Kahoku (香北町, -chō) und Tosayamada (土佐山田町, -chō), sowie dem Dorf Monobe (物部村, -son) des Landkreises Kami gegründet. Der Landkreis wurde daraufhin aufgelöst.

## Sehenswürdigkeiten

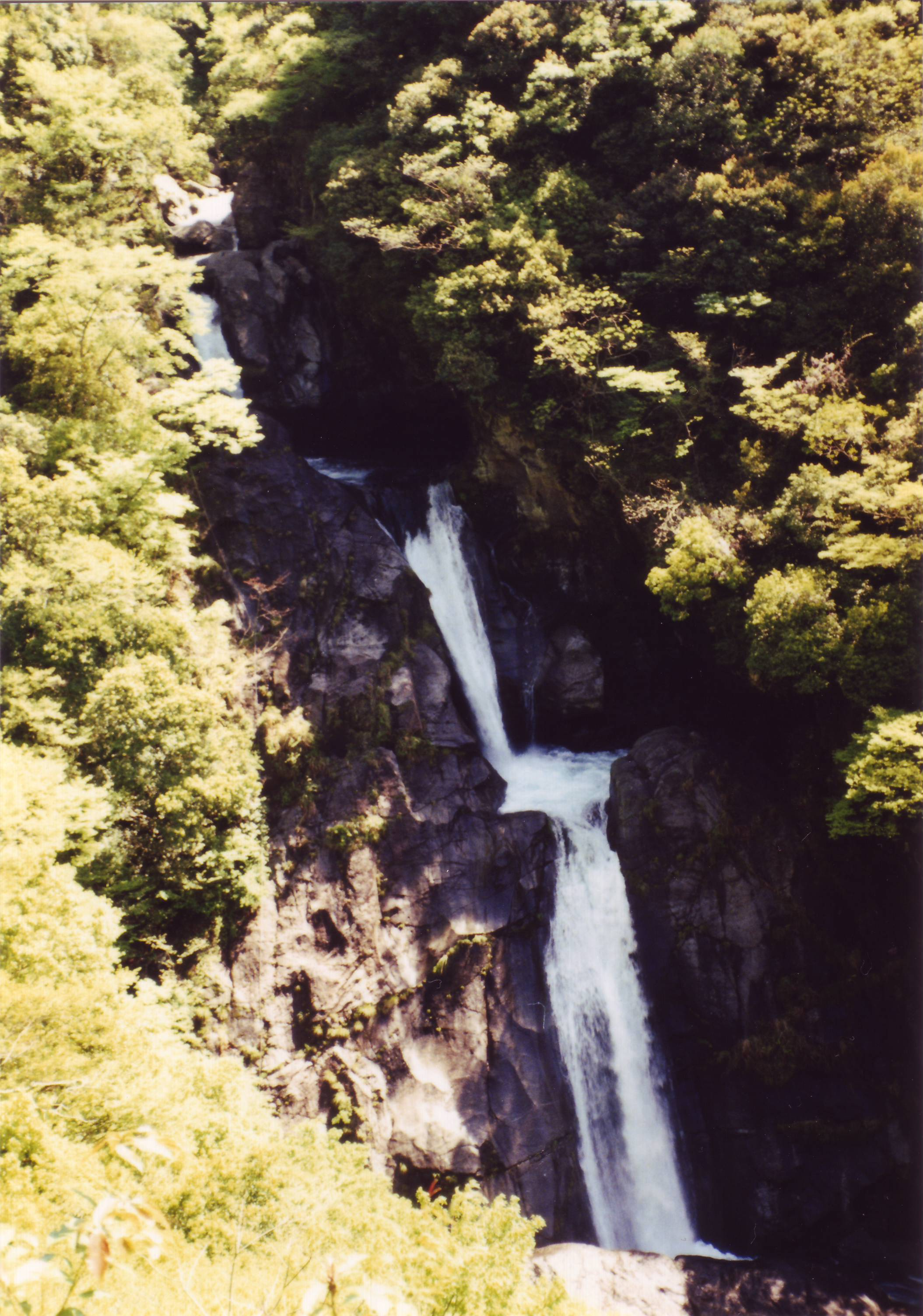
Todoro-Wasserfall

- Todoro-Wasserfall (轟の滝 Todoro no taki, wörtlich: donnernder Wasserfall)

## Verkehr
- Straße:
  - Kōchi-Autobahn
  - Nationalstraßen 32, 195
- Zug:
  - JR Dosan-Linie

## Angrenzende Städte und Gemeinden
- Präfektur Kōchi
  - Kōnan
  - Aki
  - Nankoku
  - Motoyama
  - Ōtoyo
- Präfektur Tokushima
  - Miyoshi
  - Naka